# Wahlschied
Ne doit pas être confondu avec Walscheid.
Wahlschied est un ortsteil de la commune allemande de Heusweiler en Sarre.

## Lieux et monuments

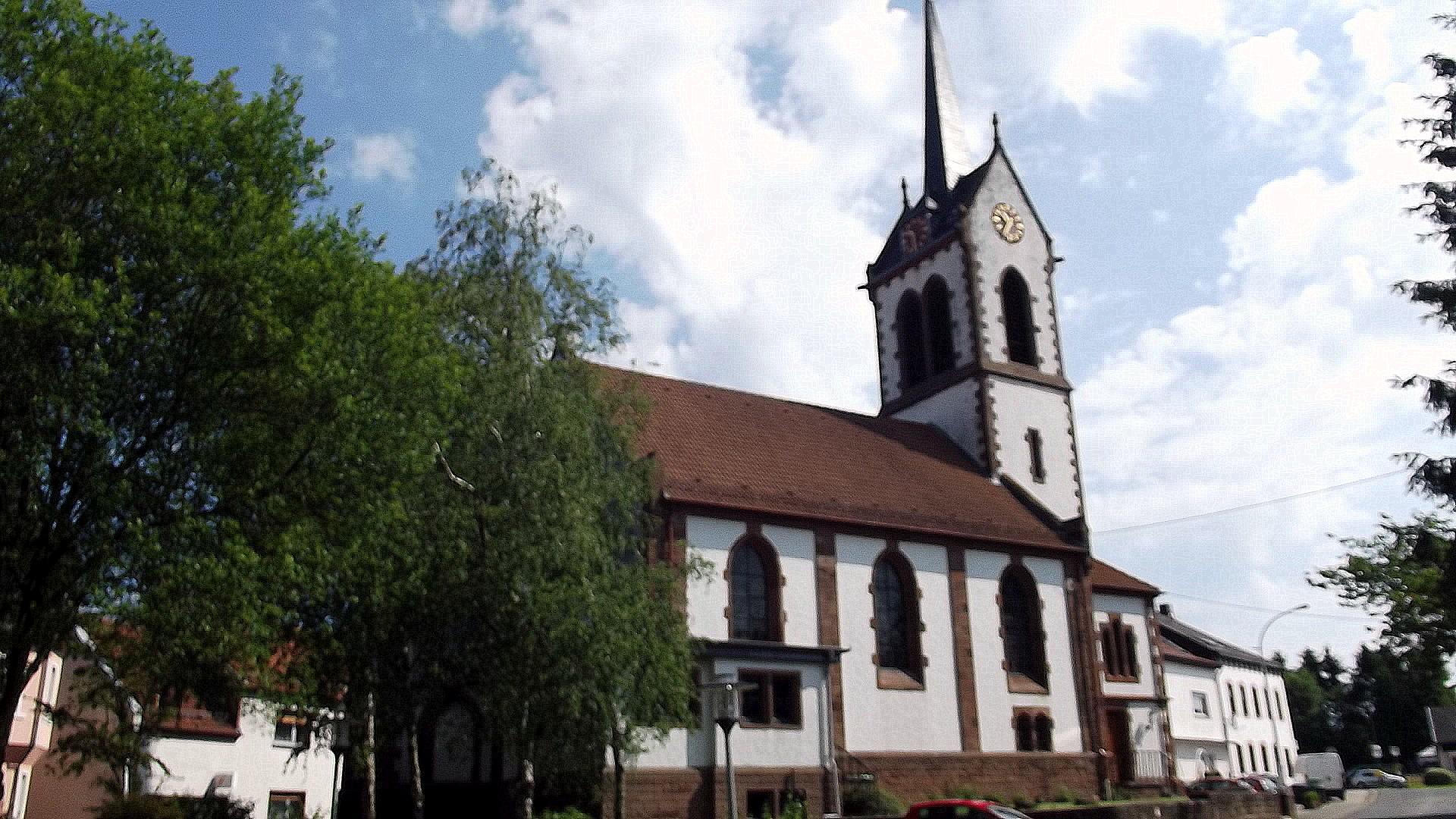